# Black Widow (альбом In This Moment)
| Оценки критиков | Оценки критиков |
| Источник        | Оценка          |
| --------------- | --------------- |
| About.com       | [ 4 ]           |

Black Widow (Англ. "Чёрная вдова") — пятый студийный альбом американской Метал-группы In This Moment. Альбом был выпущен 17 ноября 2014 года на лейбле Atlantic Records. Это первый релиз, выпущенный на лейбле Atlantic Records.

## Об альбоме и смена лейбла
После успеха альбома Blood 2012 года и нескольких туров, In This Moment сообщили о возвращении в студию в феврале 2014 и приступили к работе над альбомом. Гитарист группы, Крис Ховорт, рассказал Billboard, что группа вновь объединилась с давним продюсером Кевином Чурко для записи альбома. 5 февраля стало известно, что группа подписала контракт с Atlantic Records. Вокалистка Мария Бринк сообщила: «Мы очень рады выпустить этот альбом на лейбле Atlantic Records, который выпустил многие из величайших и самых почитаемых альбомов всех времён».

## Список композиций
| №   | Название                                       | Длительность |
| --- | ---------------------------------------------- | ------------ |
| 1.  | «The Infection»                                | 1:49         |
| 2.  | «Sex Metal Barbie»                             | 4:22         |
| 3.  | «Big Bad Wolf»                                 | 5:12         |
| 4.  | «Dirty Pretty»                                 | 4:07         |
| 5.  | «Black Widow»                                  | 4:58         |
| 6.  | «Sexual Hallucination» (featuring Brent Smith) | 6:18         |
| 7.  | «Sick Like Me»                                 | 5:00         |
| 8.  | «Bloody Creature Poster Girl»                  | 4:20         |
| 9.  | «The Fighter»                                  | 4:52         |
| 10. | «Bones»                                        | 4:30         |
| 11. | «Natural Born Sinner»                          | 5:09         |
| 12. | «Into the Darkness»                            | 2:52         |
| 13. | «Out of Hell»                                  | 6:34         |

| №                   | Название            | Длительность |
| ------------------- | ------------------- | ------------ |
| 14.                 | «Turn You»          | 5:27         |
| 15.                 | «Rib Cage»          | 5:06         |
| Общая длительность: | Общая длительность: | 60:05        |

| №                   | Название                                   | Длительность |
| ------------------- | ------------------------------------------ | ------------ |
| 14.                 | «Sick Like Me (Motionless in White Remix)» | 5:38         |
| 15.                 | «Big Bad Wolf (Dr. Ozi Remix)»             | 4:22         |
| Общая длительность: | Общая длительность:                        | 70:07        |

## Отзывы критиков
Black Widow дебютировал на #8 позиции в чарте «US Billboard 200» с объёмом продаж в 36,000 копий. Это знаменует наивысшую позицию группы в её истории.

## Позиции в чартах
| Чарт (2014)             | Позиция |
| ----------------------- | ------- |
| Australian Albums Chart | 89      |
| Billboard 200           | 8       |
| UK Rock Albums Chart    | 7       |
| UK Albums Chart         | 81      |